# Ferdinando Guglielmo Eusebio di Schwarzenberg
Ferdinando Guglielmo di Schwarzenberg, II principe di Schwarzenberg (Bruxelles, 23 maggio 1652 – Vienna, 26 ottobre 1703), fu principe di Schwarzenberg dal 1683 fino alla sua morte.

## Biografia
Ferdinando Guglielmo nacque a Bruxelles (all'epoca parte dei Paesi Bassi spagnoli) nel 1652, figlio primogenito del principe Giovanni Adolfo I di Schwarzenberg e di sua moglie, Marie-Justine von Starhemberg. All'epoca della sua nascita, suo padre era impiegato presso la corte di Bruxelles come ciambellano dell'arciduca Leopoldo Guglielmo d'Asburgo. Nel 1670 Giovanni Adolfo riuscì ad ottenere il titolo di principe per sé e per i suoi discendenti primogeniti maschi.
Sotto la supervisione di suo padre, Ferdinando Guglielmo studiò dapprima a Vienna, poi a Praga (dove studiò il ceco) e successivamente a Besançon (dove studiò il francese), poi a Roma (dove studiò l'Italiano) ed infine a Salisburgo. Seguendo le orme di suo padre, intraprese la carriera diplomatica alla corte imperiale di Vienna dove raggiunse le vette più alte della gerarchia imperiale: nel 1668 divenne consigliere segreto dell'Imperatore e poi feldmaresciallo dell'esercito, sino a divenire dal 1692 consigliere personale dell'imperatrice.
Nel 1674 sposò Anna Maria von Schultz, unica erede di suo padre, che gli trasmise il titolo di conte di Schultz, acquisendo poi molte altre proprietà in Boemia, Baviera e Stiria.
Ferdinando divenne però particolarmente famoso per il suo impegno sociale: durante l'epidemia di peste di Vienna del 1680 supervisionò strettamente il rispetto delle regole per evitare la diffusione della malattia, garantendo così la sicurezza generale della città. Nel contempo ordinò l'immediata riapertura di tutti i negozi di generi alimentari della città perché potessero continuare a distribuire il cibo alla popolazione e a far progredire il commercio locale. Nel corso dell'assedio di Vienna del 1683 rifornì la capitale assediata a proprie spese.
Alla sua morte, nel 1703, venne sepolto nella chiesa degli agostiniani di Vienna.

## Matrimonio e figli

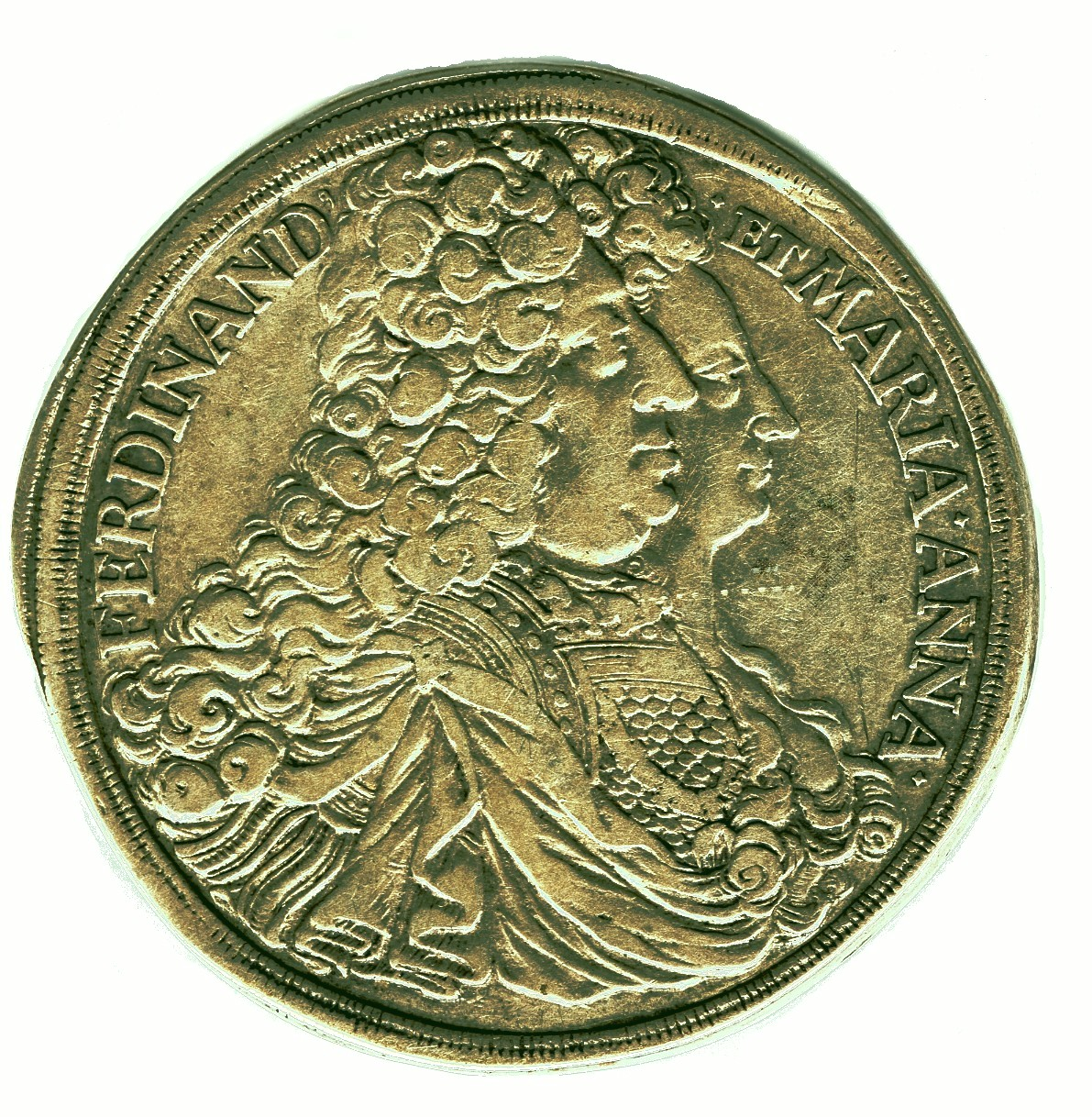
Tallero del 1696 raffigurante Ferdinando e la moglie Anna Maria von Shultz

Il 21 maggio 1674 a Vienna sposò Maria Anna von Schultz (1653-1698), unica figlia ed erede di Giovanni Luigi II von Schultz e di sua moglie, Maria Elizabeth von Königsegg-Aulendorf. La coppia ebbe i seguenti figli:
- Maria (1675-1686)
- Adolfo Luigi (1676-1686)
- Maria Francesca (1677-1731), sposò Karl Egon von Fürstenberg
- Adamo Francesco Carlo (1680 - 1732), III principe di Schwarzenberg, sposò Eleonora Amalie von Lobkowicz (1682 - 1741)
- Maria Teresa (1683-1685)
- Cristiano (1685-1685)
- Giovanna (1685-1685)
- Carlotta (1687-1687)
- Maria Anna (1688-1757), sposò il conte Leopoldo von Sternberg
- Marie Luisa (1689-1739), sposò il principe Ferdinand August von Lobkowicz
- Maria Giovanna (1692-1744), sposò il conte Franz Karel von Kolovrat

## Albero genealogico
|                                                                             |                                                 |                                             | Genitori                                             |  |  | Nonni |  |  | Bisnonni                                          |  |  | Trisnonni                                                 |  |
|                                                                             |                                                 |                                             |                                                      |  |  |       |  |  | Adolfo di Schwarzenberg, I conte di Schwarzenberg |  |  | Guglielmo II di Schwarzenberg, VI barone di Schwarzenberg |  |
|                                                                             |                                                 |                                             |                                                      |  |  |       |  |  | Adolfo di Schwarzenberg, I conte di Schwarzenberg |  |  | Guglielmo II di Schwarzenberg, VI barone di Schwarzenberg |  |
|                                                                             |                                                 | Anna von der Harff-Alsdorf                  |                                                      |  |  |       |  |  | Adolfo di Schwarzenberg, I conte di Schwarzenberg |  |  |                                                           |  |
| Adamo di Schwarzenberg, II conte di Schwarzenberg                           |                                                 |                                             |                                                      |  |  |       |  |  | Adolfo di Schwarzenberg, I conte di Schwarzenberg |  |  |                                                           |  |
|                                                                             |                                                 | Margareth Elisabeth Wolf von Metternich     | …                                                    |  |  |       |  |  |                                                   |  |  |                                                           |  |
|                                                                             |                                                 | Margareth Elisabeth Wolf von Metternich     | …                                                    |  |  |       |  |  |                                                   |  |  |                                                           |  |
|                                                                             |                                                 | Margareth Elisabeth Wolf von Metternich     | …                                                    |  |  |       |  |  |                                                   |  |  |                                                           |  |
| Giovanni Adolfo I di Schwarzenberg, I principe di Schwarzenberg             |                                                 | Margareth Elisabeth Wolf von Metternich     |                                                      |  |  |       |  |  |                                                   |  |  |                                                           |  |
|                                                                             |                                                 | Adam von Pallant zu Larochette und Möstroff | Werner II von Pallant zu Larochette und Möstroff     |  |  |       |  |  |                                                   |  |  |                                                           |  |
|                                                                             |                                                 | Adam von Pallant zu Larochette und Möstroff | Werner II von Pallant zu Larochette und Möstroff     |  |  |       |  |  |                                                   |  |  |                                                           |  |
|                                                                             |                                                 | Adam von Pallant zu Larochette und Möstroff | …                                                    |  |  |       |  |  |                                                   |  |  |                                                           |  |
| Margaret Hartrad von Pallant zu Larochette und Möstroff                     |                                                 | Adam von Pallant zu Larochette und Möstroff |                                                      |  |  |       |  |  |                                                   |  |  |                                                           |  |
|                                                                             |                                                 | Maria von Bourscheid                        | Bernard von Bourscheid                               |  |  |       |  |  |                                                   |  |  |                                                           |  |
|                                                                             |                                                 | Maria von Bourscheid                        | Bernard von Bourscheid                               |  |  |       |  |  |                                                   |  |  |                                                           |  |
|                                                                             |                                                 | Maria von Bourscheid                        | …                                                    |  |  |       |  |  |                                                   |  |  |                                                           |  |
| Ferdinando Guglielmo Eusebio di Schwarzenberg, II principe di Schwarzenberg |                                                 | Maria von Bourscheid                        |                                                      |  |  |       |  |  |                                                   |  |  |                                                           |  |
|                                                                             | Rudiger von Starhemberg, signore di Starhemberg | Erasmus von Starhemberg                     |                                                      |  |  |       |  |  |                                                   |  |  |                                                           |  |
|                                                                             | Rudiger von Starhemberg, signore di Starhemberg | Erasmus von Starhemberg                     |                                                      |  |  |       |  |  |                                                   |  |  |                                                           |  |
|                                                                             | Rudiger von Starhemberg, signore di Starhemberg | Anna von Schaunberg                         |                                                      |  |  |       |  |  |                                                   |  |  |                                                           |  |
| Ludwig von Starhemberg                                                      | Rudiger von Starhemberg, signore di Starhemberg |                                             |                                                      |  |  |       |  |  |                                                   |  |  |                                                           |  |
|                                                                             |                                                 | Ilona Székely de Kövend                     | Lukács Székely de Kövend                             |  |  |       |  |  |                                                   |  |  |                                                           |  |
|                                                                             |                                                 | Ilona Székely de Kövend                     | Lukács Székely de Kövend                             |  |  |       |  |  |                                                   |  |  |                                                           |  |
|                                                                             |                                                 | Ilona Székely de Kövend                     | Katharina von Mainburg                               |  |  |       |  |  |                                                   |  |  |                                                           |  |
| Marie-Justine von Starhemberg                                               |                                                 | Ilona Székely de Kövend                     |                                                      |  |  |       |  |  |                                                   |  |  |                                                           |  |
|                                                                             |                                                 | Felician von Harberstein                    | Georg Andreas von Harberstein, barone di Harberstein |  |  |       |  |  |                                                   |  |  |                                                           |  |
|                                                                             |                                                 | Felician von Harberstein                    | Georg Andreas von Harberstein, barone di Harberstein |  |  |       |  |  |                                                   |  |  |                                                           |  |
|                                                                             |                                                 | Felician von Harberstein                    | Helena von Potschach                                 |  |  |       |  |  |                                                   |  |  |                                                           |  |
| Barbara von Herberstein                                                     |                                                 | Felician von Harberstein                    |                                                      |  |  |       |  |  |                                                   |  |  |                                                           |  |
|                                                                             |                                                 | Barbara von Hofkirchen                      | …                                                    |  |  |       |  |  |                                                   |  |  |                                                           |  |
|                                                                             |                                                 | Barbara von Hofkirchen                      | …                                                    |  |  |       |  |  |                                                   |  |  |                                                           |  |
|                                                                             |                                                 | Barbara von Hofkirchen                      | …                                                    |  |  |       |  |  |                                                   |  |  |                                                           |  |
|                                                                             |                                                 | Barbara von Hofkirchen                      |                                                      |  |  |       |  |  |                                                   |  |  |                                                           |  |